# 28976 Sevigny
28976 Sevigny è un asteroide della fascia principale. Scoperto nel 2001, presenta un'orbita caratterizzata da un semiasse maggiore pari a 2,668155 UA e da un'eccentricità di 0,114115, inclinata di 7,354275ª rispetto all'eclittica. Ha un diametro di 3,786 km, un periodo di rotazione di 8,752 ore e un'albedo di 0,372.